# Xestia alliatai
Xestia alliatai là một loài bướm đêm trong họ Noctuidae.